# Zyta Burbon-Parmeńska
Zyta Burbon-Parmeńska (właśc. Zita Maria delle Grazie Adelgonda Micaela Raffaela Gabriella Giuseppina Antonia Luisa Agnese; ur. 9 maja 1892 w Villa delle Pianore, zm. 14 marca 1989 w Zizers) – w latach 1916–1918 cesarzowa Austrii i królowa Węgier, służebnica Boża Kościoła katolickiego.

## Dzieciństwo i wczesna młodość
Zyta była piątym dzieckiem Roberta I, ostatniego panującego księcia Parmy oraz jego drugiej żony Marii Antoniny, księżniczki portugalskiej z rodu Bragança. Jej siostra przyrodnią była Maria Luiza Burbon-Parmeńska, księżna Bułgarii.
We wrześniu 1903 roku rozpoczęła edukację w prowadzonej przez salezjanki szkole św. Józefa w Zangbergu w Górnej Bawarii, którą to ukończyła w lipcu 1908 roku. W 1909 roku spędziła także pół roku na dodatkowym nauczaniu w klasztorze św. Cecylii na wyspie Wight, gdzie żywot benedyktynki prowadziły jej babka i siostra.
Zyta swojego przyszłego męża, arcyksięcia Karola Habsburga, poznała jako osiemnastoletnia dziewczyna latem 1910 roku. Zytę w swoim przyszłym mężu zauroczyła głównie czułość, z jaką ten miał opiekować się swoim młodszym bratem, Maksymilianem. Początkowo Zyta chciała wstąpić do klasztoru, ale podporządkowała się woli matki, która chciała, by córka zasiadła na jakimś tronie. Karol oświadczył się jej w 1910 roku, zaraz potem kiedy dowiedział się, że o rękę księżniczki zabiegał też Jaime de Burbon, ówczesny karlistowski pretendent do tronu Hiszpanii. W związku z serią zgonów w dynastii Habsburgów (śmierć Rudolfa Habsburga w 1889, Maksymiliana Habsburga w 1867, Karola Ludwika Habsburga w 1896 i Otto Habsburga w 1906 roku), oraz morgantycznego ślubu arcyksięcia Franciszka Ferdynanda, ponaglenia do zaręczyn płynęły także od cesarza Franciszka Józefa.

## Arcyksiężna

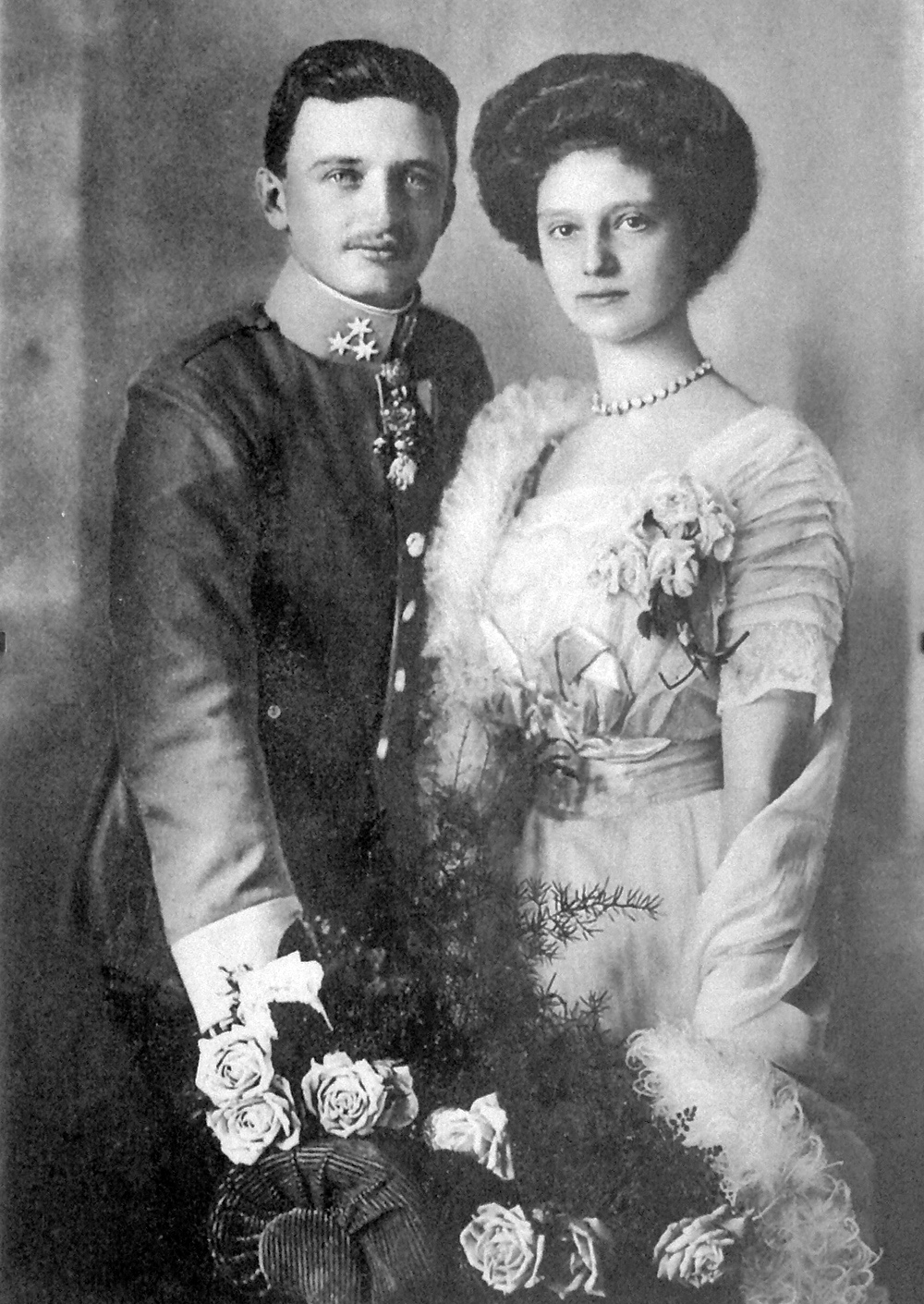
Zyta z mężem

Kolejne spotkania przyszłych małżonków aranżowane były przez arcyksiężną Marię Teresę, żonę Karola Ludwika Habsburga. Była ona babką Karola oraz siostrą matki Zyty.
Poślubiła go 21 października 1911 roku, w zamku Schwarzenberg. W ramach ukłonu w stronę rodziny panny młodej, słowa przysięgi małżeńskiej zostały wypowiedziane po francusku. Zytę do ołtarza prowadził konkurent Karola o jej rękę, Don Juan Burbon. Małżeństwo Zyty i Karola okazało się bardzo udane, oboje byli w sobie zakochani. Cesarz Franciszek Józef był bardzo zadowolony z małżeństwa Karola. Ofiarował przyszłej cesarzowej w prezencie ślubnym piękny diadem z brylantów. Para dostała błogosławieństwo od papieża Piusa X, papież pisał w nim: W końcu Zyta zostanie cesarzową... tym gorzej dla niej. Podczas owej wizyty papież miał przewidzieć wstąpienie Karola na tron zaraz po śmierci Franciszka Józefa, choć żył wtedy jeszcze arcyksiążę Franciszek Ferdynand.
Podróżą poślubną pary był rejs wzdłuż wybrzeża dalmatyńskiego, do sanktuarium w Mariazell, a następnie objazd po lokalnych ośrodkach administracji cywilnej i wojskowej Austro-Węgier (m.in. garnizon wojskowy w Kołomyi). W trakcie tej podróży Zyta rozpoczęła naukę języków węgierskiego i czeskiego, a być może także i polskiego. W listopadzie 1912 roku para przeniosła się do Wiednia w związku z zaawansowaną ciążą Zyty (20 listopada 1912 roku urodził się pierwszy syn pary – Otto), oraz objęciem przez Karola dowództwa nad 39 regimentem piechoty austro-węgierskiej. Od stycznia 1913 roku para rezydowała na zamku Hetzendorf.

## Cesarzowa
21 listopada 1916 zmarł cesarz Franciszek Józef I. Karol jako pierwszy w kolejce do tronu został koronowany wraz z Zytą, 30 grudnia, w Budapeszcie. Cesarz Karol wysłał swoich szwagrów, Ksawerego i Sykstusa, by próbowali wynegocjować pokój, który miał położyć kres wojnie.
Zyta, przezywana Włoszką, natychmiast została oskarżona o to, że zaprotegowała mężowi swoich braci. Trudne okoliczności wojenne nie przysporzyły Zycie popularności: naród austriacki uważał ją za cudzoziemkę, intrygantkę, rządzącą mężem, co było w dużym stopniu efektem propagandy nominalnie sojuszniczych Niemiec. Z drugiej jednak strony cesarzowa często była obecna przy podejmowaniu ważnych decyzji wojskowych i cywilnych – choć najczęściej siedziała pod ścianą, czytając książki lub pisząc listy.
W trakcie wojny zaangażowała się w działalność charytatywną, którą rozpoczęła w grudniu 1916 roku zbiórką funduszy i jedzenia dla dzieci pod hasłem „Für das Kind”. Za namową cesarzowej zmianom uległo także życie dworskie – ze stołu zniknęły luksusy, a 350 koni z cesarskiej stadniny zimą 1916/1917 oddelegowano do rozwożenia opału po Wiedniu.

## Na wygnaniu
Po zakończeniu wojny, 12 listopada 1918 roku, w Austrii proklamowano republikę. Od listopada 1918 do marca 1919 roku rodzina cesarska mieszkała w pałacyku w Eckartsau. Za radą Zyty, Karol nie zgodził się abdykować, choć abdykację próbował wymusić na nim szef austriackich socjaldemokratów i ówczesny premier republikańskiego rządu, Karl Renner. Para cesarska zmuszona do opuszczenia kraju udała się do Szwajcarii. Podróż eskortowały oddziały brytyjskie, sprowadzone na skutek interwencji księcia Sykstusa u króla Jerzego V. W związku z konfiskatą majątków rodziny panującej dokonanej 30 października 1919 oraz powiększaniem się rodziny, życie pary w Szwajcarii stawało się coraz bardziej uciążliwe. Zyta poparła dążenia swojego męża do restauracji monarchii na Węgrzech i towarzyszyła mu osobiście podczas drugiej próby przywrócenia władzy w październiku 1921 roku.
W listopadzie 1921 roku na mocy decyzji Konferencji Ambasadorów w Paryżu, para przeprowadziła się na Maderę, gdzie 1 kwietnia 1922 cesarz Karol zmarł na zapalenie płuc. Bardzo religijny cesarz zmarł w ramionach swojej żony wyrzekł swoje ostatnie słowo „Jezus”.
W maju 1922 roku Zyta z ośmiorgiem dzieci przeniosła się do Hiszpanii, na zaproszenie króla Alfonsa XIII. Finalnie zamieszkała w nadmorskiej wilii niedaleko Lequeitio nad Zatoką Biskajską, którą to willę na początku 1923 roku kupili dla niej lokalni rybacy. Po odremontowaniu oddali Zycie willę w dożywotnie i nieodpłatne użytkowanie.
Resztę życia Zyta spędziła na próbach wprowadzenia swojego najstarszego syna, Ottona, na tron austriacki lub węgierski. W tym celu kontaktowała się z austriackimi środowiskami emigracyjnymi. Od 1930 roku skłaniała ona bezskutecznie byłego ministra spraw zagranicznych Austro-Węgier, Ottokara Czernina, do zrzeczenia się Orderu Złotego Runa, w związku z aferą Sykstusa. Wspierała także dążenia swojego syna do objęcia tronu w Austrii. Prowadził on nawet w tym celu rozmowy z kanclerzem Kurtem Schuschniggem. Tuż przed Anschlussem Otto złożył mu propozycję objęcia teki kanclerza w oparciu o republikański ustrój państwa – jednak oferta nie została przyjęta.
Gdy Otto Habsburg został pełnoprawnym i samodzielnym politykiem, Zyta starała się o poparcie dla restauracji wśród środowisk emigracyjnych, np. w 1940 roku odwiedziła Nowy Jork. To między innymi dzięki jej namowom w 1943 roku Austria uzyskała status pierwszej ofiary narodowosocjalistycznych Niemiec. W latach 1940–1948 cesarzowa mieszkała w kanadyjskim Quebecu, gdzie czwórka jej najmłodszych dzieci studiowała na Uniwersytet Lavala, a w latach 1948–1953 w Tuxedo niedaleko Nowego Jorku, w dawnym domu Marka Twaina. Do 1962 roku mieszkała w Luksemburgu, a potem ponownie w Szwajcarii.
Do Austrii wróciła dopiero w 1982 roku, serdecznie witana przez swoich dawnych poddanych. Zmarła siedem lat później, w wieku 97 lat. Jej ciało zostało przewiezione ze szwajcarskiego domu starców do Wiednia, gdzie została pochowana ze wszystkimi honorami w Krypcie Cesarskiej w Kościele Kapucynów. Nabożeństwo żałobne sprawowali wspólnie metropolita wiedeński kard. Hans Hermann Groër i prymas Węgier kard. László Paskai, a modlitwę powszechną odczytano po niemiecku, czesku, węgiersku, chorwacku, włosku, słoweńsku i polsku. Na koniec w katedrze zabrzmiał stary cesarski hymn Gott erhalte, Gott beschütze unsern Kaiser unser Land.
10 grudnia 2009 ordynariusz Le Mans, bp Yves Le Saux, uroczyście otworzył proces beatyfikacyjny sługi Bożej cesarzowej Zyty. Jej małżonek, cesarz Karol, został beatyfikowany 3 października 2004 przez papieża Jana Pawła II.

## Potomstwo Zyty i Karola I
- Otto (1912-2011), arcyksiążę Austrii

∞ księżniczka Regina Helena z Saksonii-Meiningen (1925-2010)
- Adelajda (1914-1971)
- Robert (1915-1996)

∞ księżniczka Małgorzata Sabaudzka-Aosta (ur. 1930)
- Feliks (1916-2011)

∞ księżniczka Anna Eugenia d’Aremberg (ur. 1925)
- Karol Ludwik (1918-2007)

∞ księżniczka Yolande de Ligne (ur. 1923, zm. 2023)
- Rudolf (1919-2010)

∞ hrabina Ksenia Czerniszew-Bezobrazoff (1929-1968)
∞ księżniczka Anna Gabriella de Wrede (ur. 1940)
- Charlotta (1921-1989)

∞ Jerzy, książę Meklemburgii
- Elżbieta, pogrobowiec (1922-1993)

∞ książę Henryk z Liechtensteinu